# Cal Vilà (Sant Celoni)
Cal Vilà és una casa de tipus eclèctic al nucli de Sant Celoni (Vallès Oriental) inclosa a l'Inventari del Patrimoni Arquitectònic de Catalunya. Aquest edifici també està situat a l'espai urbà més important del nucli urbà antic. Forma un conjunt harmònic en l'estructura de la plaça.
Edifici civil entre parets mitgeres, format de planta baixa i quatre pisos, l'últim a manera de coberta mansarda, la façana és de composició simètrica, els elements formals li donen un caràcter eclèctic. El tercer pis està coronat per una cornisa amb mènsules. La planta baixa està tapada la façana per una nova construcció recent.